# Manisa FK
Manisa Futbol Kulübü, voorheen bekend als Manisa Büyükşehir Belediyespor, is een voetbalclub uit de Turkse stad Manisa, opgericht in 1994. De clubkleuren zijn zwart en wit, en de thuiswedstrijden worden afgewerkt in het stadion Mümin Özkasap.

Manisa ligt in de Egeïsche Zeeregio.

## Geschiedenis
De club werd in 1994 opgericht als Manisa Belediyespor. Vanaf 2011 maakte de club zijn opwachting in de Bölgesel Amatör Lig. Na de toekenning van de titel van grootgemeente aan Manisa veranderde de naam in 2014 naar Manisa Büyükşehir Belediyespor. Aan het eind van het seizoen 2014-2015 werd het kampioenschap behaald in Groep VIII van de Bölgesel Amatör Lig. Medio 2018 promoveerde de club naar de TFF 2. Lig door kampioen te worden van Groep I van de TFF 3. Lig. Op 31 juli 2019 werd de huidige vlubnaam Manisa FK aangenomen. Als onverslagen kampioen van de  2. Lig Witte Groep promoveerde de club in het seizoen 2020-21 naar de TFF 1. Lig.

## Gespeelde Divisies
- TFF 1. Lig: 2021-
- TFF 2. Lig: 2018-2021
- TFF 3. Lig: 2015-2018
- Bölgesel Amatör Lig: 2011-2015
- Amateur Divisie: 1994-2011

## Erelijst
- Kampioen Bölgesel Amatör Lig: 2014-2015
- Kampioen TFF 3. Lig: 2017-2018
- Kampioen TFF 2. Lig: 2020-2021

## Bekende (Ex-)Spelers
- Ferdi Elmas
- Kwasi Okyere Wriedt

Adanaspor · Amed SFK · Ankara Keçiörengücü · Ankaragücü · Bandırmaspor · Boluspor · Çorum · Erzurumspor · Esenler Erokspor · Fatih Karagümrük · Gençlerbirliği · Iğdır FK · Istanbulspor · Kocaelispor · Manisa · Pendikspor · Sakaryaspor · Şanlıurfaspor · Ümraniyespor · Yeni Malatyaspor